# ウェイン郡 (ペンシルベニア州)
ウェイン郡（英: Wayne County）は、アメリカ合衆国ペンシルベニア州の北東隅に位置する郡である。2020年国勢調査での人口は51,155人であり、2010年の52,822人から3.16%減少した。郡庁所在地はホーンズデール・ボロ（人口4,458人）であり、同郡で人口最大の町でもある。郡名はアメリカ独立戦争の将軍アンソニー・ウェインにちなんで名付けられた。

## 地理
アメリカ合衆国国勢調査局に拠れば、郡域全面積は751平方マイル (1,944 km2)であり、このうち陸地729平方マイル (1,889 km2)、水域は21平方マイル (55 km2)で水域率は2.84%である。
郡の地形は多様である。北半分が広く、巨岩が多くてごつごつしている。西側郡境に沿って高い丘陵がある。東部の川沿いや中央部の広い平原にも低い丘陵がある。南部は湿地が多い。
郡内最高地点はオーソンの町近く、プレストン・タウンシップのアララト山の頂上であり、標高は2,656フィート (809.5 m) である。北端の同じ並びにある2つの峰も2,640フィート (804.6 m) を越えている。最低地点はパイク郡との郡境、デラウェア川沿いであり、標高は680フィート (207.2 m) である。
郡の大半はニューヨーク州とを分けるデラウェア川に排水される。西の小部分はスタラッカ・クリークとラッカワナからサスケハナ川に流れる。

### 隣接する郡
- ブルーム郡 (ニューヨーク州) - 北
- デラウェア郡 (ニューヨーク州) - 北東
- サリバン郡 (ニューヨーク州) - 東
- パイク郡 - 南
- モンロー郡 - 南
- ラッカワナ郡 - 西
- サスケハナ郡 - 西

## 人口動態
以下は2000年国勢調査による人口統計データである。
| 基礎データ - 人口: 47,722人 - 世帯数: 18,350 世帯 - 家族数: 12,936 家族 - 人口密度: 25人/km2（65 人/mi2） - 住居数: 30,593 軒 - 住居密度: 16軒/km2（42軒/mi2） 人種別人口構成 - 白人: 96.73% - アフリカン・アメリカン: 1.59% - ネイティブ・アメリカン: 0.14% - アジア人: 0.38% - その他の人種: 0.52% - 混血: 0.64% - ヒスパニック・ラテン系: 1.70% 先祖による構成 - ドイツ系：24.2% - アイルランド系：16.4% - イタリア系：11.4% - イギリス系：10.9% - ポーランド系：8.5% - アメリカ人：6.2% | 年齢別人口構成 - 18歳未満: 24.0% - 18-24歳: 6.1% - 25-44歳: 26.8% - 45-64歳: 25.6% - 65歳以上: 17.5% - 年齢の中央値: 41歳 - 性比（女性100人あたり男性の人口） - 総人口:100.7 - 18歳以上: 98.5 世帯と家族（対世帯数） - 18歳未満の子供がいる: 30.3% - 結婚・同居している夫婦: 57.2% - 未婚・離婚・死別女性が世帯主: 8.9% - 非家族世帯: 29.5% - 単身世帯: 25.2% - 65歳以上の老人1人暮らし: 12.2% - 平均構成人数 - 世帯: 2.50人 - 家族: 2.98人 |

## 政治
2008年1月時点でウェイン郡には31,506 人の登録有権者がいた。
- 共和党: 16,592 (52.66%)
- 民主党: 10,471 (33.23%)
- その他の政党: 4,443 (14.1%)

郡レベルの政治では共和党が昔から支配的である。州や国政レベルでは強く共和党寄りという状態である。2000年アメリカ合衆国大統領選挙では共和党のジョージ・W・ブッシュが郡投票総数の59%を獲得し、対する民主党のアル・ゴアは37%だった。2004年は、ブッシュが62%、民主党のジョン・ケリーが37%だった。2008年では、共和党のジョン・マケインが55%、民主党のバラク・オバマが43%という結果だった。
1964年アメリカ合衆国大統領選挙で共和党候補のバリー・ゴールドウォーターを支持したことでは、州内4郡の1つだった。
ウェイン郡は、アメリカ合衆国下院議員ペンシルベニア州第10選挙区に属し、2013年時点では共和党議員を選出している。
ペンシルベニア州議会上院では第20選挙区に属しており、下院では第111、第139および第115選挙区に属している。2013年時点で上院は共和党、下院は共和党2人、民主党1人を選出している。

### 医療
郡内はウェイン記念医療システムが稼働している。ホーンズデールのウェイン記念病院とその他提携委員で構成されている。さらに多くの医師や専門家が医療にあたっている。

### 救急サービス
- 救急医療は3つの機関が行っている。
  - ホーンズデールにあるウェイン・アンビュランスは郡の大半で、先進救命支援と基本救命支援を行っている
  - ラッカワナ郡カーボンデールにあるコテージホース・カンパニー/モービル 9は、郡南部の小部分に先進救命支援を行っている
  - パイク郡先進救命支援/モービル 401は、ホーリーに支所があり、郡西部の小部分に先進救命支援を行っている
- ニューファンドランド地域アンビュランスはボランティア救急団であり、幾つかのタウンシップで基本救命支援を行っている

### 連邦政府の機関
連邦刑務所局のカナーン刑務所は、カナーン・タウンシップのウェイマートの近くで運営されている。

## 都市と町

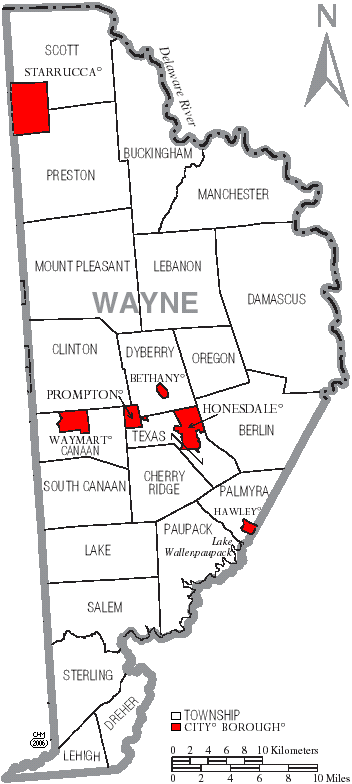
ウェイン郡の自治体、ボロは赤、タウンシップは白、国勢調査指定地域は青

ペンシルベニア州法の下では4種類の自治体がある。市、ボロ、タウンシップ、町である。

### ボロ
| - ベサニー - ホーリー - ホーンズデール - 郡庁所在地 | - プロンプトン - スターラッカ - ウェイマート |

### タウンシップ
| - バーリン - バッキンガム - カナーン - チェリーリッジ - クリントン - ダマスカス - ドレハー | - ダイベリー - レイク - レバノン - リーハイ - マンチェスター - マウントプレザント - オレゴン - パルミラ | - ポーパック - プレストン - セイラム - スコット - サウスカナーン - スターリング - テキサス |

### 国勢調査指定地域
国勢調査指定地域はアメリカ合衆国国勢調査局が人口統計データを取るために設定した地域である。州法の下では実際の司法権が及ぶ範囲ではない。村などその他の未編入領域も下記に挙げる。
- ビッグバスレイク、リーハイ・タウンシップ
- グールズボロ、リーハイ・タウンシップ
- ポコノスプリングス、ドレハー、リーハイ、スターリング各タウンシップ
- ザ・ハイドアウト、レイク、セイラム各タウンシップ
- ウィレンポーパックレイクエステイツ、ポーパック・タウンシップ
- ホワイトミルズ、テキサス・タウンシップ

### 未編入の町

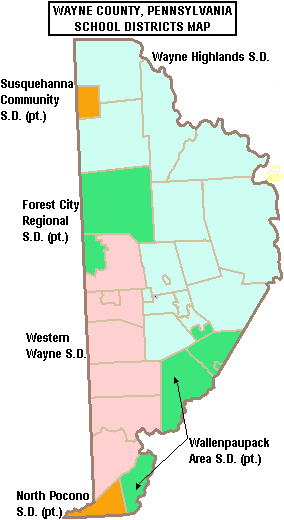
ウェイン郡教育学区の区分図

| - ビーチレイク - ブラウンデール - エクイナンク - ガリレー - ハムリン - レイクエリアル - レイクコモ - レイクビル | - レイクウッド - ミランビル - ニューファンドランド - オーソン - ポインテル - プレストンパーク - スターライト - タイラーヒル |

## 教育

### 公共教育学区
- フォレストシティ地域教育学区（一部はラッカワナ郡とサスケハナ郡内）
- ノースポコノ教育学区（一部はラッカワナ郡内）
- サスケハナ・コミュニティ教育学区（一部はサスケハナ郡内）
- ウォレンポーパック地域教育学区（一部はパイク郡内）
- ウェインハイランズ教育学区
- 西ウェイン教育学区

### 私立学校
- カナーン・クリスチャン・アカデミー
- ダマスカス・クリスチャン・アカデミー
- ディスカバー・ザ・レインボウ、ホーリー
- セレンディピティ・センター初期学習 Inc.、ホーリー
- サンシャイン・クリスチャン準備学校とデイケア、ホーリー
- セントドミニクス・アカデミー、ホーンズデール

### 図書館
- ベサニー公共図書館
- コミュニティ図書館、レイクおよびセイラム・タウンシップ
- フェアビュー州立病院、ウェイマート
- ホーリー公共図書館、ホーリー
- ニューファンドランド地域公共図書館、ニューファンドランド
- 北ウェイン・コミュニティ図書館、レイクウッド
- プレザントマウント公共図書館、プレザントマウント
- ウェイン郡公共図書館、ホーンズデール
- ウェイン図書館連合、ホーンズデール